# Поле чудес (телегра)
Капітал-шоу «Поле чудес» — одна з перших розважальних програм незалежної телекомпанії «ВІD», російський аналог американської програми «Колесо Фортуни». Проєкт Владислава Лістьєва та Анатолія Лисенка.
В Україні програма транслювалося на телеканалах «Інтер» (1996—2001) та «1+1» (2002—2004).

## Історія
У книзі «Влад Лістьєв. Упереджений реквієм» розказано, як Владислав Лістьєв і Анатолій Лисенко «під час перегляду в готельному номері випуску американської передачі Wheel of Fortune, створили капітал-шоу». «Поле Чудес» — назва місцевості в казці А. М. Толстого «Золотий ключик, або Пригоди Буратіно».
Вперше телегра вийшла на Першому каналі російського телебачення (раніше — радянського) у четвер 25 жовтня 1990 року. Першим ведучим був Владислав Лістьєв, потім показувалися випуски з різними ведучими, в т.ч і з жінкою і нарешті з 1 листопада 1991 року прийшов основний ведучий — Леонід Якубович. Асистентами Леоніда Якубовича є кілька моделей, як жінок, так і чоловіків, у тому числі — постійна асистентка Римма Агафошина, яка відкриває відгадані букви і вручає призи дітям гравців вже понад 15 років.
23 жовтня 1992 року вийшов 100-й випуск «Поле чудес», який знімали 29 вересня в Московському цирку Нікуліна . У цьому випуску фіналіст позбувся автомобіля через підказки чоловіка-телеглядача в студії, після якого Леонід Якубович змінив завдання, а порушника попросив вийти з залу. Фіналіст не зміг відповісти на питання змінений завдання, але виграні призи були залишені фіналісту.
З 10 квітня 1995 по 7 січня 2003 року по понеділках виходили повтори програм в 10:10 ранку (іноді в 9:55/10:25/13:30). Іноді випуски повторювали по понеділках о 12:10. Випуски телегри з Якубовичем з 1 листопада 1991 року по 31 березня 1995 року виходили в повторах на каналі «Ретро ТВ» в 2006—2007 роках.
3 листопада 2010 року вийшов ювілейний концерт, присвячений 20-річчю з дня появи передачі. Концерт відбувся в Московському цирку Нікуліна (створена спільно з Червоним квадратом).
У випуску за 23 квітня 2022 року брали участь біженці з окупованого Росією Донецька, яким ведучий Леонід Якубович вручив «подарунки» від партії «Єдина Росія» та Євгенія Пригожина.
В Україні 5 грудня 2024 року телеканал «1+1 Україна» оголосив про випуск української адаптації шоу «Колесо фортуни».

## Час виходу програми
- З 25 жовтня до 28 грудня 1990 року — щоп'ятниці о 20:00.
- З 1 січня до 28 травня 1991 року — щовівторка о 21:45.
- З 7 червня до 6 вересня 1991 року — щоп'ятниці о 21:45/21:55.
- З 13 вересня 1991 до 25 серпня 2006 року — щоп'ятниці о 19:40/19:45/19:50/19:55/20:00/20:05.
- З 1 вересня 2006 до 6 березня 2009 року — щоп'ятниці о 18:50/19:00/19:05.
- З 13 до 27 березня 2009 року — щоп'ятниці о 18:20.
- З 3 квітня до 13 листопада 2009 року — щоп'ятниці о 19:55/20:00.
- З 20 листопада 2009 до 26 серпня 2011 року — щоп'ятниці о 18:20/18:25.
- З 2 вересня 2011 до 7 грудня 2012 року — щоп'ятниці о 18:45/18:50/19:00.
- З 14 грудня 2012 року — щоп'ятниці о 19:55/20:00.

## Музей програми
У програми є свій музей, в якому зберігаються предмети, подаровані учасниками Леоніду Якубовичу. Музей подарунків капітал-шоу «Поле чудес» був створений в 2001 році, але його ідея була задумана ще на початку 1990-х. У музеї можна знайти перший ящик «Поле чудес», костюми, які одягав Якубович, численні портрети Якубовича та багато іншого. Музей знаходиться в павільйоні «Центральний» Всеросійського виставкового центру. Більшість експонатів можна чіпати руками, дозволяється вести фотозйомку, приміряти костюми. У серпні 2014 музей закрили, але незабаром в лютому 2015 відкрили.

## Вплив на культуру
Фраза у виконанні Леоніда Якубовича, яка закінчується вигуком: «… в студію!» і, як правило, починається словами «подарунки», «приз», увійшла в сучасну побутову мову і використовується, зокрема, як стереотипний коментар на форумах, блогах тощо. Збудована вона за схемою: «N — в студію!», де N — об'єкт, надання якого вимагається від учасника попереднього повідомлення. Наприклад: «картинки в студію», «докази в студію», «посилання в студію» і т. д. Так само використовується фраза Л. Якубовича «Автомобіль», яку кажуть, розтягуючи голосні і з урочистою інтонацією.
Образ Леоніда Якубовича породив чимало мережевих мемів. Наприклад, чорно-біла фотографія ведучого, запозичена з реклами, стала джерелом мему «Не засмучуй Леоніда Аркадійовича» (рос. «Не расстраивай Леонида Аркадьевича»).

## Ігри за мотивами програми
У 1993 році за мотивами телепрограми вийшла DOS - гра «Поле чудес: Капітал-шоу». Ця гра була перенесена для ОС Android  і iOS. 
Існували також ігри, засновані на Поле Чудес, написані для приставки Dendy. Версій гри було дві, перша вийшла в 1995 році, ігрове поле було рожевим, ведучий відсутній, музичний супровід (мелодія обертання барабана) було скопійовано з гри Duck Hunt, а при секторі «Банкрут» звучала мелодія програшу з гри Wild Gunman. Друга версія була написана вже в 1997 році і отримала ряд поліпшень, користувачі грали на чорному тлі, більше нових слів для відгадування, режим гри для двох. Цікавим було в цій версії те, що при відгадуванні букви відкривав її Маріо. 
Крім того, в 90-ті роки минулого століття була створена настільно-друкована версія гри, яка випускається за ліцензією Телекомпанії BID.
Наприкінці липня 2000 з'явилася перша настільна версія гри, виготовлена за правилами 1990-1991 років. У 2001 році настільна версія оновилася до версії 2000 року. 
Ще одна гра, заснована на Поле Чудес, називалася «Фортуна», розробляла її BBG corp. у співпраці з Олександром Чудовим. Була відзначена високою складністю. Гравець, пройшовши всю гру, міг виграти мільйон, але поки жодного переможця ще не знайшлося.
20 вересня 2012 компанією Alawar була випущена гра Поле Чудес за мотивами телепрограми .

## Нагороди
- Премія ТЕФІ - 1995 у номінації «Найкращий ведучий розважальної передачі»
- Премія ТЕФІ - 1999 в номінації «Ведучий розважальної програми»

## Факти
- У вересні-жовтні 1991 року на роль ведучого пропонувалися люди з народу, деякі з них навіть провели по одному випуску.
- У 1992 році, коли передачу вів уже Якубович, в одному з випусків, коли повинна була початися гра з глядачами, з'явився Влад Лістьєв з повідомленням про розкрадання плівки. Це єдина передача, в якій були записані тільки 1, 2 і 3 тури.
- В одному з випусків 1992 учасник виграв супергру, назвавши з можливих букв букву О. У результаті відкрилося слово ОООО - перший псевдонім Гоголя.
- У 2 турі 8 випуску, в 1 турі випуску від 7 червня 1991 року і супергру 100 випуску глядач із трибуни підказав гравцеві слово. Лістьєв (8 випуск) і Якубович (100 випуск) були змушені вигнати із залу глядача, який підказав гравцеві, після чого довелося змінити завдання. (На YouTube 100 випуск - супер-гра)
- У листопаді 1992 року Владислав Лістьєв випустив газету «Поле чудес». [8]
- 7 травня 1993 у випуску Якубович ввів нове правило, що якщо в турі вибувають 2 гравця, то у гравця, який залишився, є три результативних ходу, після яких він буде зобов'язаний назвати слово. У цьому випуску учасник не зміг вгадати слово, тому в фіналі було два учасники, але й вони вибули, тому в цій грі не виявилося переможця [9].
- У випуску від 7 травня 1993 учасниця гри відмовилася від 200 тисяч рублів (за цінами середини 1993) і в результаті виграла качан капусти [9].
- 29 жовтня 1999 року в випуску не було переможця і супергри, бо учасниця не змогла вгадати прізвище винахідника ліфта «Кулібін». Така ситуація була в 2000-х роках: фіналісти вибули, забираючи призи. Учасник так і не зміг назвати слово після трьох результативних ходів, які у нього були.
- З 25 грудня 1998 по 29 грудня 2000 року в Поле чудес Виходила Акція Кришталева мрія
- У грудні 2002 на Поле чудес Проходили Акції Добрі друзі і Виняток із правил
- 27 грудня 2002 вийшов Спеціальний випуск програми, який замість Якубовича провів Валдіс Пельш. На початку випуску Валдіс Пельш попросив Якубовича передати йому «естафетну паличку», після чого було показано, як Якубович знімає з себе вуса і наклеює їх Пельшу.
- 6 січня 2009 був встановлений рекорд. Учасниця набрала 13654 очка, при цьому вона виграла супергру.
- 17 липня 2009 року в супергрі стався незвичайний випадок вперше за 19 років. Учасниця назвала 5 букв - О, Д, В, Р, П, і в підсумку повністю відкрилося горизонтальне слово «водопровід» з десяти букв. Схожий випадок стався також в одному з випусків 2006 року, коли учасниця назвала букви - А, Ж, Д, і в підсумку відкрилося повністю слово «жажда». Примітно це тим, що в обох випадках учасниці виграли моторолер. Також траплялися випадки в деяких випусках, починаючи з 30 грудня 2009 року, коли назвавши букви в супергру, повністю відкривалися вертикальні слова.
- З 8 жовтня 2010 по 28 січня 2011 року в рамках передачі «Поле чудес» проходила акція «Чистота на мільйон" [10].
- 11 листопада 2011 року в випуску, набравши найбільшу кількість очок у другому турі та фіналі, гравець наблизився до абсолютного рекорду програми, але він набрав 11000 очок. Гравець сказав ведучому, що забере всі призи, які є в прейскуранті. Від пропозиції грати в супергру він відмовився.
- 19 липня 2013 у фіналі знову не було переможця супергри, бо учасник так і не зміг назвати слово «розсіл" [11].
- 27 березня 2015 вперше за 25 років існування «Поля чудес» стався випадок - дівчина відкрила не ту букву. Після чого керівництво програми ухвалило рішення запросити ще раз учасників, які не пройшли у фінал через цю підказки.

## Пародії
- В 1992 у в передачі «Оба-На!» Була показана пародія на «Поле Чудес», де ведучий справжнього шоу - Якубович - в реальному студії «Поле Чудес» представляв п'яниць, якими були Угольников, Воскресенський і Фоменко [12].
- В 1993 у, одному з випусків передачі «Джентльмен-шоу» була показана пародія на «Поле Чудес» під назвою «Куля Чудес», де гравців зіграла Маски, а ведучого - Едуард Цирульників. Пізніше учасники передачі зробили ще одну пародію, де Якубовича вже пародіював Олег Філімонов [13]. Примітно, що в 100-му випуску програми, в жовтні 1992 актори «Джентльмен-шоу» з'явилися як почесні гості, і вручили приз учаснику першої трійки, а запис цього випуску була використаний як фон для пародії [14]
- В 1996 у в програмі Городок у випуску «Заповіді нашого містечка» була показана пародія на Поле Чудес, де Леоніда Якубовича зображував Ілля Олейников [15].
- В КВН неодноразово показувалися пародії на передачу «Поле чудес" [16] [17].
- У телепередачі «Велика різниця» на Першому каналі були показані кілька пародій на капітал-шоу [18].